# Fueros de Sobrarbe

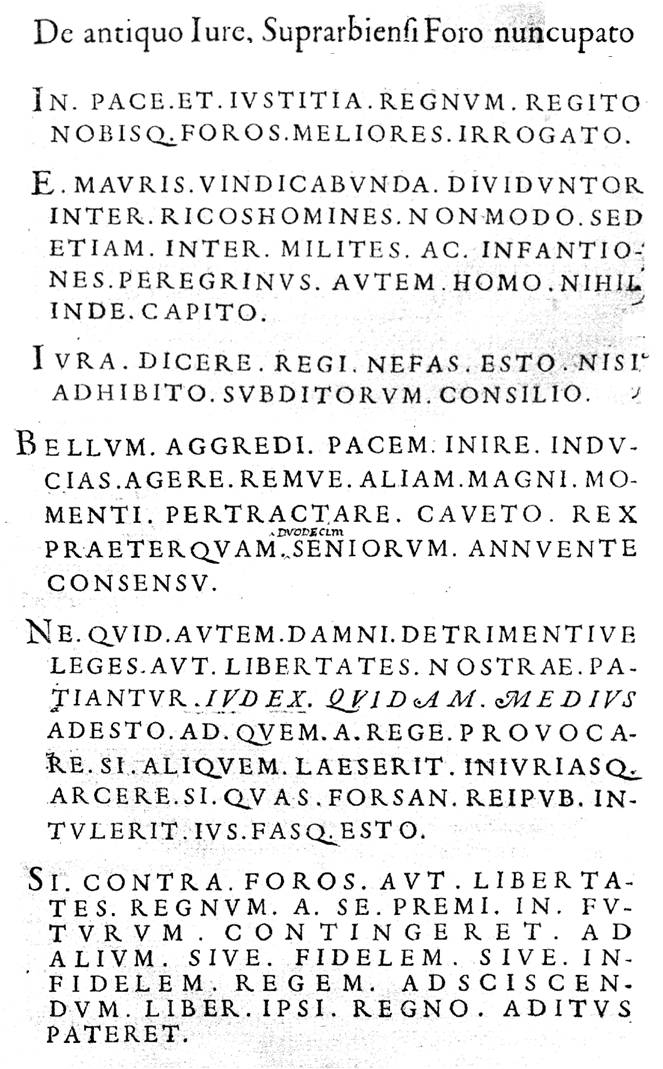
Composición de los Fueros de Sobrarbe contenidos en Aragonensium rerum commentarii de Jerónimo Blancas

Se conocen como Fueros de Sobrarbe a unos legendarios fueros, los primeros desde la invasión musulmana de la península ibérica, que hubieran sido creados por los cristianos refugiados en las montañas del Sobrarbe. Estos fueros son mencionados por primera vez en el Fuero de Tudela, y luego fueron descritos en profusión y detalle por Jerónimo Blancas en Aragonensium rerum commentarii. La historiografía moderna considera que si bien pudo haber unos fueros de Sobrarbe que pudieran haber sido la fundación de los fueros de las poblaciones de frontera aragonesas y luego navarras, la versión de los Fueros de Sobrarbe y de su creación descrita por Blancas es el resultado de una elaboración a la que contribuyeron muchos autores distintos a lo largo de varios siglos, pero sin una base histórica firme.

## Los Fueros de Sobrarbe según Jerónimo Blancas
Jerónimo Blancas, cronista del reino de Aragón durante el reinado de Felipe II, escribió su obra Aragonensium rerum commentarii para explicar el origen, la historia, el poder y la dignidad de la institución del Justicia de Aragón. El libro, publicado en el año 1588, relata la historia del reino en lo relativo a la institución del Justicia, empezando con un Reino de Sobrarbe que, según Blancas, precedió al Reino de Aragón. Parte clave del mito de fundación del reino son los fueros que los primeros pobladores del Sobrarbe escribieron durante el interregno entre su cuarto y quinto rey. Según la traducción de Manuel Hernández los fueros eran:

I. En paz y justicia regirás el reino, y nos darás fueros mejores.

II. Cuanto a los moros se conquistare, divídase no solo entre los ricoshombres, si también entre los caballeros e infanzones; pero nada perciba el extranjero.
III. No será lícito al rey legislar sin oír el dictamen de los súbditos.
IV. De comenzar guerra, de hacer paz, de ajustar tregua, o de tratar otra cosa de grande interés te guardarás, o rey, sin anuencia del consejo de los seniores.

V. Y para que no sufran daño o menoscabo nuestras leyes o libertades, velará un Juez medio, al cual sea lícito y permitido apelar del Rey, si dañase a alguien, y rechazar las injurias si tal vez las infiriese a la república.

A lo que el nuevo rey añadió un sexto fuero:

VI. Si contra los fueros o libertades llegara él en lo sucesivo a tiranizar el reino, quedase éste en libertad para elegir otro rey, siquiera fuese pagano.

Esta construcción permitió a Blancas retrotraer la institución del justiciazgo y los fueros a los orígenes del Reino de Aragón, haciéndoles aparecer al mismo tiempo que el nuevo rey fue elegido.

## Génesis
La elaboración de los míticos Fueros de Sobrabe, hasta llegar a la versión compuesta por Blancas, se gestó a lo largo de cinco siglos y tuvo dos fuentes principales, la primera siendo el Fuero de Tudela y la segunda los escritos de juristas aragoneses asociados con el justiciazgo.

### Los Fueros de Tudela y el Fuero General de Navarra
La primera mención documentada a unos Fueros de Sobrarbe se encuentra en la carta puebla y fueros que Alfonso I de Aragón y Pamplona concedió a Tudela en 1117:

... done et concedo omnibus populatoribus en Tudela et habitantibus in es, ae etiam in Cervera y Gallipienzo, illos bonos foros de Superarbe, ut habeant eos sicut meliores infanzones totius regni mei ...

La referencia a unos Fueros de Sobrarbe podría ser a los fueros concedidos por los reyes a las poblaciones de Alquezar y Barbastro. En el momento de la concesión, estas poblaciones formaban la frontera entre las tierras cristianas y las musulmanas. Estos fueros difieren de otros fueros otorgados previamente, como el Fuero de Jaca, en que tienen la intención de atraer a caballeros e infanzones, en estos casos del Sobrarbe, para que se asienten en estas poblaciones y así puedan contribuir a su defensa, por lo que se les llama fueros de infanzones. Los fueros de infanzones reducen las obligaciones militares de los pobladores con respecto al rey y les dan la capacidad de elegir a su propio juez y de regirse por sus propias normas. El rey Alfonso otorga a la recientemente conquistada Tudela, también una ciudad de frontera, fueros análogos a aquellos otorgados por sus predecesores a poblaciones similares, y con el mismo fin.
Las copias existentes de los Fueros de Tudela se inician con una rememoración del origen de los Fueros de Sobrarbe, en la que se describe como se perdió España y como unos caballeros se refugiaron en las montañas del Sobrarbe. Los caballeros empezaron a discutir sobre el modo de repartir el botín de sus cabalgadas y para evitar conflictos decidieron pedir consejo al apostólico Aldebrano en Roma, a Lombardía y a Francia. El consejo fue que eligiesen un rey y que primero escribiesen sus leyes. Eso hicieron, escribiendo primero sus fueros y después eligiendo como rey a Don Pelayo. Antes de nombrarle rey le exigieron que jurara, entre otros, los fueros siguientes: que les mejorase siempre los fueros; que repartiera las tierras conquistadas con los ricoshombres y caballeros del reino, y no con extranjeros; que no nombrara a oficiales extranjeros; y que siempre consultase a sus ricoshombres antes de declarar guerra, paz o tregua, o de tomar otras decisiones importantes.
Esta introducción describe un legendario Reino de Sobrarbe, combinando elementos contradictorios, algunos de los cuales podrían haber sido extraídos del Liber regum. Una narración similar se encuentra en el prólogo y el título I, capítulo I del primer libro del Fuero General de Navarra. Este parece ser el origen de tres de los cuatro primeros fueros de Sobrarbe. Es importante porque construye la leyenda de leyes antes que reyes, al describir como los fueros fueron escritos antes de que fuera proclamado el rey.
El desafortunado Carlos, Príncipe de Viana, heredero de las coronas de Aragón y Navarra, escribió una Crónica de los reyes de Navarra en la mitad del siglo XV, basándose también en el De rebus Hispaniae y la Crónica de San Juan de la Peña. Esta crónica remodela el mito fundacional de Navarra y Aragón en el Sobrarbe, nombrado al Papa Adriano en vez del apostólico Aldebrano, haciendo que los caballeros sean navarros y aragoneses, y deshaciéndose de Don Pelayo, poniendo en su lugar a Íñigo Arista. Esta narración pretendía resolver los anacronismos y contradicciones de la versión original, y oficializaba el origen constitucional de las monarquías navarras y aragonesas.

### El Justicia de Aragón y la historia de Sagarra
De acuerdo con la lista de Justicias que aparece en el Aragonensium rerum commentarii de Jerónimo Blancas, Martin Sagarra fue un Justicia de Aragón y en tal lista aparece después de Fortún Ahe, que fue nombrado en el año 1275 o 1276, y antes de Pedro Martínez de Artasona, que era Justicia en el año 1281. Blancas reconoce que no se sabe con seguridad la época de su justiciazgo, pero afirma que fue antes del de Jimén Pérez de Salanova, que habría accedido al cargo en 1294. Otros autores dudan que Sagarra fuera Justicia, y piensan que fue un jurista que podría haber sido lugarteniente del Justicia, y que vivió décadas más tarde. Martin Sagarra es identificado como Justicia de Aragón en la Glossa de Observantis Regni Aragonum escrita por Johan Antich de Bages entre el año 1450 y 1458. En esta obra, una minuciosa compilación de escritos legales aragoneses, Antich afirma que la oficina del Justicia fue creada al mismo tiempo que la del rey, citando una obra de Sagarra. Según Sagarra, Íñigo Arista fue elegido rey con la condición de que nombrara a un juez que pudiera adjudicar entre el rey y sus vasallos, debiendo el rey preservar el cargo en perpetuidad y si no lo preservaba, los vasallos podían destronarle y elegir a otro rey en su lugar, aunque fuera pagano. Dice entonces Antich que este era el Privilegio de la Unión que había sido abolido en 1348. Este privilegio imponía la intervención del Justicia en cualquier caso referente a los demandantes del privilegio y permitía la rebelión en el caso de que el rey no cumpliese los fueros. Cuando el privilegio fue revocado, Pedro IV ordenó la destrucción de todas sus copias y prohibió que nadie las transcribiera o poseyera. Sin embargo, al menos un manuscrito sobrevivió y acabó en poder de Jerónimo Zurita, y más tarde del mismo Blancas. Ralph Giesey piensa que Sagarra debió escribir su obra después de 1348, y que lo que describía era el Privilegio de la Unión, no unos fueros antiguos, pero que el privilegio codificaba lo que podía haber sido una antigua tradición oral.
Autores posteriores, como Fabricio de Vagad, conectaron las dos fuentes de los Fueros de Sobrarbe, añadiendo los fueros descritos por Antich a la lista contenida en el Fuero de Tudela. Vagad describe a los primeros reyes navarro-aragoneses como reyes únicamente de Sobrarbe, hasta Ramiro I, que aparece también como el primer rey de Aragón. En su versión de la historia, el primer rey de Sobrarbe es Garci Ximénez y el primer Justicia ya ejerció durante su reinado. Cuando Íñigo Arista acepta la corona, ofrece el derecho a rebelión si él vulnera los fueros pare demostrar que va a reinar de acuerdo con la ley.
La Nueva Compilación de Fueros y Observancias publicada en 1552 incluye por primera vez en su prólogo una mención a los Fueros de Sobrarbe como los antiguos fueros del reino de Aragón, cuando describe la historia inicial del reino en una manera similar a la del Fuero de Tudela, pero con aragoneses como únicos protagonistas y sin mencionar nombres de reyes. También afirma que en Aragón primero hubo leyes que reyes. Algo que la compilación no hace es enumerar cuales fueron esos primeros fueros.

### La elaboración de Jerónimo Blancas
Jerónimo Blancas compiló en el año 1578 una lista de los Justicias de Aragón de los que había noticias, con la intención de escribir un comentario sobre cada uno de ellos. En el 1583 la obra, escrita en latín, había crecido considerablemente, llamándola Blancas Commentarios in Fastos de Iustitiis Aragonum (Comentarios a los Fastos sobre los Justicias de Aragón). Blancas pidió permiso al Consejo de Aragón para publicarlo, pero se le fue denegado. Sin embargo, el rey revocó la negativa del Consejo y le permitió publicarlo, pero con la condición de hacer ciertos cambios. El Consejo pensaba que la obra glorificaba demasiado el justiciazgo y Blancas se vio obligado a excluir el legendario juramento de los reyes de Aragón y el texto del Privilegio de la Unión. La obra fue finalmente publicada en el año 1588 con el nombre de Aragonensium rerum Commentarii (Comentarios de las cosas de Aragón). En esta época las relaciones entre la corte real y las instituciones aragonesas eran tensas, con los problemas en el condado de Ribagorza y el rechazo de los aragoneses al creciente poder de la Inquisición y de la Real Audiencia, conflicto que desembocaría unos pocos años después en las Alteraciones de Aragón.
Es en esta obra que Blancas combina las dos fuentes de los legendarios Fueros de Sobrarbe. Blancas modifica la versión del mito fundacional creada por Carlos de Viana, haciendo que los caballeros esta vez sean solo aragoneses, y explícitamente llama a los fueros originales Fueros de Sobrarbe. Blancas los enumera como seis fueros separados, añadiendo un primer fuero de su propia invención, y los traduce al latín en el estilo de la Ley de las XII Tablas para darles más autoridad. También minimiza el papel de los ricoshombres, mencionándolos solo una vez y poniéndolos al mismo nivel que los caballeros e infanzones. La publicación de los Fueros de Sobrarbe por el Cronista del Reino les confirió una credibilidad que tardaría siglos en cuestionarse.